# Alfons Jochem
Alfons Jochem (* 30. November 1960 in Saarburg) ist ein ehemaliger deutscher Fußballspieler. Später war er als Fußballtrainer und -funktionär tätig.

## Werdegang
Jochem spielte bei Eintracht Trier. Er absolvierte in den Jahren 1979 bis 1981 insgesamt 27 Spiele in der 2. Fußball-Bundesliga für den Verein, für den er auch in der Folge aktiv war. 1987 zog er mit dem Klub als Meister der Oberliga Südwest in die Aufstiegsrunde zur 2. Bundesliga ein, scheiterte dort jedoch mit dem Verein nach jeweils drei Siegen und Niederlagen als Gruppendritter hinter Kickers Offenbach und der SpVgg Bayreuth. Als Vizemeister zwei Jahre später erreichte er mit der Mannschaft in der Deutschen Amateurmeisterschaft 1989 das Finalspiel, in dem er beim Endspielsieg über SpVgg Bad Homburg in der Startformation stand. Bis 1990 lief er für die Trierer auf.
Ab 1993 arbeitete Jochem als Trainer beim Luxemburger Klub CS Grevenmacher in der Nationaldivision. Mit der Mannschaft erreichte er am Ende seiner ersten Spielzeit die Vizemeisterschaft hinter dem FC Avenir Beggen, so dass sich der Verein erstmals für den Europapokal qualifizierte. In der Qualifikation zum UEFA-Pokal 1994/95 scheiterte die Mannschaft nach zwei Niederlagen am norwegischen Klub Rosenborg BK. Am Ende der Spielzeit reichte es erneut zur Vizemeisterschaft und durch einen Erfolg über Jeunesse Esch im Elfmeterschießen gewann unter seiner Leitung der Klub mit dem Coupe de Luxembourg erstmals einen Titel. Im Europapokal der Pokalsieger 1995/96 gelang zum Auftakt mit einem 3:2-Sieg über den isländischen Vertreter KR Reykjavík der erste Sieg auf internationalem Parkett, mit einer 0:2-Niederlage im Rückspiel schied er mit dem Verein dennoch in der ersten Runde aus. Auch in den folgenden Jahren qualifizierte er sich mit der Mannschaft regelmäßig als Tabellenzweiter für den UEFA-Pokal. Nach einem 2:0-Endspielerfolg über den FC Avenir Beggen im Landespokal 1998 verabschiedete er sich nach fünf Jahren von seinem Traineramt in Luxemburg.
Später gehörte Jochem dem Vorstand seines langjährigen Klubs Eintracht Trier an und schied im April 2008 aus seinem Amt. Er war danach im Aufsichtsrat des Vereins tätig. Derzeit ist Alfons Jochem Präsident des Vereins und damit dessen Vorsitzender.

## Leben
Jochem ist in zweiter Ehe verheiratet und hat drei Kinder. Er arbeitet zur Zeit als eines von fünf Vorstandsmitgliedern der Volksbank Trier Eifel eG. Er ist hierbei CEO und damit Vorstandsvorsitzender.